# Élections législatives de 1997 dans la Haute-Marne
Les élections législatives françaises de 1997 se déroulent les 25 mai et 1er juin 1997. Dans le département de la Haute-Marne, deux députés sont à élire dans le cadre de deux circonscriptions.

## Élus
| Circonscription | Député sortant           | Parti | Parti    | Député élu ou réélu      | Parti | Parti         |
| --------------- | ------------------------ | ----- | -------- | ------------------------ | ----- | ------------- |
| 1re             | Charles Fèvre            |       | UDF (PR) | Jean-Claude Daniel       |       | Divers gauche |
| 2e              | François Cornut-Gentille |       | RPR      | François Cornut-Gentille |       | RPR           |

## Résultats

### Résultats à l'échelle du département
| Parti          | Parti                              | Premier tour | Premier tour | Second tour | Second tour | Sièges |
| Parti          | Parti                              | Voix         | %            | Voix        | %           | Sièges |
| -------------- | ---------------------------------- | ------------ | ------------ | ----------- | ----------- | ------ |
|                | Divers gauche                      | 19 682       | 21,66        | 27 204      | 27,49       | 1      |
|                | Parti socialiste                   | 9 008        | 9,91         | 17 674      | 17,86       | 0      |
|                | Parti communiste français          | 4 087        | 4,50         |             |             | 0      |
|                | Les Verts                          | 1 427        | 1,57         | 0           |             |        |
|                | Gauche plurielle                   | 34 204       | 37,63        | 44 878      | 45,35       | 1      |
|                |                                    |              |              |             |             |        |
|                | Union pour la démocratie française | 16 728       | 18,41        | 25 313      | 25,58       | 0      |
|                | Rassemblement pour la République   | 13 267       | 14,60        | 19 996      | 20,21       | 1      |
|                | Divers droite                      | 1 451        | 1,60         |             |             | 0      |
|                | Droite parlementaire               | 31 446       | 34,60        | 45 309      | 45,79       | 1      |
|                |                                    |              |              |             |             |        |
|                | Front national                     | 19 002       | 20,91        | 8 765       | 8,86        | 0      |
|                | Extrême gauche dont LO et PT       | 5 216        | 5,74         |             |             | 0      |
|                | Génération écologie                | 1 018        | 1,12         | 0           |             |        |
|                |                                    |              |              |             |             |        |
| Inscrits       | Inscrits                           | 143 578      | 100,00       | 143 617     | 100,00      | 2      |
| Abstentions    | Abstentions                        | 46 572       | 32,44        | 39 341      | 27,39       |        |
| Votants        | Votants                            | 97 006       | 67,56        | 104 276     | 72,61       |        |
| Blancs et nuls | Blancs et nuls                     | 6 120        | 6,31         | 5 324       | 5,11        |        |
| Exprimés       | Exprimés                           | 90 886       | 93,69        | 98 952      | 94,89       |        |

### Résultats par circonscription

#### Première circonscription (Chaumont)
| Candidat       | Candidat               | Parti                   | Premier tour | Premier tour | Second tour | Second tour |  |
| Candidat       | Candidat               | Parti                   | Voix         | %            | Voix        | %           |  |
| -------------- | ---------------------- | ----------------------- | ------------ | ------------ | ----------- | ----------- |  |
|                | Jean-Claude Daniel élu | Divers gauche (PS, PCF) | 19 091       | 39,18        | 27 204      | 51,8        |  |
|                | Luc Chatel             | UDF (PR)                | 16 728       | 34,33        | 25 313      | 48,2        |  |
|                | Jean-Claude Drouot     | FN                      | 8 887        | 18,24        |             |             |  |
|                | Jean-Marc Simon        | LO                      | 2 142        | 4,4          |             |             |  |
|                | Jacqueline Malgras     | PT                      | 1 875        | 3,85         |             |             |  |
|                |                        |                         |              |              |             |             |  |
| Inscrits       | Inscrits               | Inscrits                | 76 802       | 100,00       | 76 801      | 100,00      |  |
| Abstentions    | Abstentions            | Abstentions             | 24 368       | 31,73        | 20 650      | 26,89       |  |
| Votants        | Votants                | Votants                 | 52 434       | 68,27        | 56 151      | 73,11       |  |
| Blancs et nuls | Blancs et nuls         | Blancs et nuls          | 3 711        | 7,08         | 3 634       | 6,47        |  |
| Exprimés       | Exprimés               | Exprimés                | 48 723       | 92,92        | 52 517      | 93,53       |  |

#### Deuxième circonscription (Saint-Dizier)
| Candidat       | Candidat                               | Parti          | Premier tour | Premier tour | Second tour | Second tour |  |
| Candidat       | Candidat                               | Parti          | Voix         | %            | Voix        | %           |  |
| -------------- | -------------------------------------- | -------------- | ------------ | ------------ | ----------- | ----------- |  |
|                | François Cornut-Gentille sortant réélu | RPR            | 13 267       | 31,47        | 19 996      | 43,06       |  |
|                | Franck Amann                           | FN             | 10 115       | 23,99        | 8 765       | 18,88       |  |
|                | Jean-François Sauvaget                 | PS             | 9 008        | 21,36        | 17 674      | 38,06       |  |
|                | Marcelle Fontaine                      | PCF            | 4 087        | 9,69         |             |             |  |
|                | Jean-Marie Harat                       | diss. UDF      | 1 451        | 3,44         |             |             |  |
|                | Fabrice Wowak                          | Les Verts      | 1 427        | 3,38         |             |             |  |
|                | André Fruthiot                         | LO             | 1 199        | 2,84         |             |             |  |
|                | Viviane Fournier                       | GÉ             | 1 018        | 2,41         |             |             |  |
|                | Yves Royer                             | US4J           | 591          | 1,4          |             |             |  |
|                |                                        |                |              |              |             |             |  |
| Inscrits       | Inscrits                               | Inscrits       | 66 776       | 100,00       | 66 816      | 100,00      |  |
| Abstentions    | Abstentions                            | Abstentions    | 22 204       | 33,25        | 18 691      | 27,97       |  |
| Votants        | Votants                                | Votants        | 44 572       | 66,75        | 48 125      | 72,03       |  |
| Blancs et nuls | Blancs et nuls                         | Blancs et nuls | 2 409        | 5,4          | 1 690       | 3,51        |  |
| Exprimés       | Exprimés                               | Exprimés       | 42 163       | 94,6         | 46 435      | 96,49       |  |